# Iglesia de Nuestra Señora de la Anunciación (Filipinas)
La Iglesia de Nuestra Señora de la Anunciación es una iglesia parroquial situada en Santo Domingo III, Avenida Mindanao, Barangay Tandang Sora, Ciudad Quezon 1116, Filipinas. Es parte de la Iglesia Católica.
La parroquia fue fundada en 1992 por Su Eminencia el Cardenal Jaime. El nombre de Nuestra Señora de la Anunciación fue sugerido por mons. Arsenio Bautista.
Antes del establecimiento de la mencionada parroquia, los fieles solían ir a la iglesia de San Nicolás de Tolentino (Filipinas).